# Мис Отранто
40°06′26″ пн. ш. 18°31′14″ сх. д. / 40.10722° пн. ш. 18.52056° сх. д.
Мис Отранто (італ. Capo d'Otranto), або Пунта Палашія (італ. Punta Palascia) — найсхідніше місце в Італії, знаходиться в муніципалітеті Отранто, що в провінції Лечче.
Згідно з морськими конвенціями мис відокремлює Адріатичне і Іонічне моря. Маяк, що на ньому розташований, є одним з п'яти маяків Середземного моря, які захищені Європейською Комісією. Місце є привабливим для туристів, особливо в новорічну ніч, коли велика кількість людей приїздить, щоб першими зустріти схід сонця нового року на території Італії.

## Спроба перебудови маяка
2006 року ВМС Італії презентували громадськості проєкт перебудови навігаційного комплексу задля його розширення з метою зміцнення військового гарнізону. Проте мешканці міста та екологи з цим не погодилися.
За словами Лучіано Каридді (станом на 2007 — мер Отранто):
|  | Моряки вирішили, що можуть це зробити без урахування думки громади. Ми вже зазначали, що місто змагається за найкращий пейзаж, а відтак кожного разу для остаточного затвердження проекту необхідно скликати конференцію за участю служб регіону та офісу, що відповідає за парки, бо очевидно, що місце, якого стосується проект, припадає на паркову зону. Оригінальний текст (італ.) La Marina aveva ritenuto di poter fare a meno dei pareri di competenza comunale. Noi abbiamo fatto presente che al Comune compete rilasciare il parere paesaggistico e, in ogni caso, per l'approvazione finale del progetto è necessario indire una conferenza di servizi in cui partecipino anche la Regione e l'ufficio che si occupa dei parchi, visto che il sito interessato dal progetto ricade in zona Parco |

26 лютого 2008 року регіональний офіс паркової служби області Апулія заявив, що таке втручання є «несумісним з законодавством регіону».